# Великое Бурилово
Великое Бурилово (укр. Велике Бурилове) — село, относится к Подольскому району Одесской области Украины.
Население по переписи 2001 года составляло 108 человек. Почтовый индекс — 66330. Телефонный код — 4862. Занимает площадь 0,31 км². Код КОАТУУ — 5122983002.

## Местный совет
66330, Одесская обл., Подольский район, с. Климентово